# Geheimnisverrat
Geheimnisverrat ist eine zusammenfassende Bezeichnung für die unbefugte Beschaffung, die öffentliche Mitteilung oder die unbefugte Verwertung bestimmter Tatsachen, die nicht allgemein zugänglich und nicht für Dritte bestimmt sind.
Handelt es sich bei dem Geheimnis um ein Staatsgeheimnis, so spricht man von Landesverrat.
In Diktaturen ist der Geheimnisverrat oft mit der Todesstrafe bedroht. In Kriegszeiten gewinnt der Schutz geheimhaltungsbedürftiger Informationen, wie sie etwa der Oslo-Report offenbart, besondere Bedeutung.
Tatsachen, die in den Schutzbereich des allgemeinen Persönlichkeitsrechts fallen, sind in Deutschland außerdem verfassungs- und zivilrechtlich geschützt, beispielsweise Briefe oder sonstige private Aufzeichnungen gegen die Veröffentlichung ohne Zustimmung des noch lebenden Verfassers unabhängig von deren urheberrechtlichem Schutz. Personenbezogene Daten unterliegen den Datenschutzgesetzen.

## Strafgesetzbuch

### Verletzung des persönlichen Lebens- und Geheimbereichs
Die Verletzung des persönlichen Lebens- und Geheimbereichs steht im Strafgesetzbuch unter Strafe (§ 201 ff. StGB). Dazu zählen beispielsweise die Verletzung des Brief-, Post- und Fernmeldegeheimnisses oder der Verstoß gegen besondere berufliche Verschwiegenheitspflichten wie die der Ärzte.
Auch die Verletzung des Wahlgeheimnisses ist strafbar (§ 107c StGB).

### Straftaten im Amt
Verstöße gegen das Dienstgeheimnis (§ 353b StGB) unterliegt einer höheren Strafandrohung als der Verrat von Privatgeheimnissen. Die Freiheitsstrafe beträgt bis zu fünf Jahren, im Fall des § 203 StGB höchstens ein Jahr. Im Militär- und Verwaltungsbereich werden bestimmte Geheimhaltungsgrade unterschieden von VS-NUR FÜR DEN DIENSTGEBRAUCH bis STRENG GEHEIM.
Das Cicero-Urteil des Bundesverfassungsgerichts von 2007 führte mit dem Gesetz zur Stärkung der Pressefreiheit im Straf- und Strafprozessrecht vom 25. Juni 2012 zu einer Ergänzung des § 353b StGB. Nach § 353b Abs. 3a StGB machen sich Journalisten grundsätzlich nicht mehr wegen Beihilfe zum Geheimnisverrat strafbar, wenn sie geheimes Material, das ihnen zugespielt wurde, veröffentlichen. Das Gesetz sieht darüber hinaus einen besseren Schutz von Journalisten bei Beschlagnahmen vor.
Zwischen Geheimnisverrat und Whistleblowing besteht keine klare Trennlinie. Es gibt Whistleblower, denen die Ermittlungsbehörden den Verrat von Staatsgeheimnissen vorwerfen, wie z. B. Alfred Martin im Verlauf der Spiegel-Affäre und Spione, die als Aufklärer gelten.

## Nebenstrafrecht
Der arbeitsrechtliche Geheimnisverrat erfasst auch Personen, die keiner besonderen Geheimhaltungspflicht unterliegen, denen aber ein Geschäfts- oder Betriebsgeheimnis im Rahmen des Dienstverhältnisses anvertraut worden ist. Tatbestände sind etwa die unbefugte Weitergabe oder Verwertung von innerbetrieblichen Angelegenheiten oder Geschäftsgeheimnissen zwischen Geschäftspartnern einschließlich der sog. Geheimnishehlerei oder das unzulässige Ausnutzen bestimmter Vorlagen technischer Art wie Zeichnungen, Modelle, Schablonen, Schnitte oder Rezepte. In der Regel führt ein derartiger Vertrauensbruch auch zur außerordentlichen Kündigung der betreffenden Person oder der Geschäftsbeziehung.

## Deutsche Demokratische Republik
Verurteilungen nach §§ 245, 246 StGB-DDR wegen Geheimnisverrats waren ein Instrument politischer Verfolgung, beispielsweise zur Durchsetzung der Zensur oder um die Weitergabe von Informationen über die Situation in der DDR an westliche Medien zu unterbinden. Ein prominentes Beispiel ist Rudolf Bahro.